# ANO 2011
ANO 2011 (csehül: Akce nespokojených občanů, ANO; magyarul: Elégedetlen Polgárok Akciója, más értelemben az ANO Igen-t jelent) egy csehországi populista, euroszkeptkus, nemzeti konzervatív párt. A nézetei a centrizmustól a jobboldalig terjednek és a pártot Andrej Babiš Csehország második leggazdagabb embere, a MAFRA médiacég és az Agrofert-konszern tulajdonosa alapította.
Az Akce nespokojených občanů (rövidítve ANO), mint mozgalom, 2011 novemberében alakult. Párttá 2012. május 11-én alakult. A közvéleménykutatások szerint jelenleg az ANO toronymagasan vezet. Ebből erősen valószínűsítható, hogy meg fogja nyerni a 2017. október 20-21-én esedékes cseh parlamenti választásokat, jelentősen maga mögé utasítva a Cseh Szociáldemokrata Pártot, amely mellett kisebbik koalíciós pártként 2014 eleje óta kormányoz, a Sobotka-kormány részeként.

## Története
A párt alapításának ötlete Babištól ered, aki rendszerszintű korrupcióról kezdett beszélni. Ezen kijelentéseit csehek ezrei támogatták, így 2011 novemberében az ANO hivatalos is politikai párt lett.
A párt első komoly sikerét 2013-ban érte el, amikor a 2013-as csehországi parlamenti választásokon 18,7%-ot ért el, amivel a Cseh Képviselőházban 47 mandátumot kapott, amivel a Cseh Szociáldemokrata Párt mögött második helyen végzett.
2014. január 29-én az új Bohuslav Sobotka által vezetett kormány koalíciós pártja lett: a párt alapító Babiš lett a pénzügyminiszter. A párt kapta az igazságügyi, honvédelmi, közlekedési, regionális fejlesztési és környezetvédelmi tárcákat. 
2014 novemberében a párt a Liberálisok és Demokraták Szövetsége Európáért pártcsalád teljes jogú tagjává vált. 2024 júniusúban kilépett.

## Parlamenti szerepvállalás
| Választás | Szavazatok aránya | Mandátumok száma | Mandátumok aránya | Parlamenti szerep                                                                        |
| --------- | ----------------- | ---------------- | ----------------- | ---------------------------------------------------------------------------------------- |
| 2013      | 18.7%             | 47               | 23,5%             | Kormánypárt (Sobotka-kormány) 2017-2018                                                  |
| 2017      | 29,6%             | 78               | 39%               | Kormánypárt (Első Babiš-kormány) 2017-2018 Kormánypárt (Második Babiš-kormány) 2018-2021 |
| 2021      | 27,1%             | 73               | 36%               | Ellenzék (Fiala-kormány) 2021-                                                           |

## Ideológia
Gazdasági liberalizmus és számos kérdésben a Kereszténydemokrata Unió - Csehszlovák Néppárt álláspontjával azonos képvisel.
- konzervatív liberalizmus
- nemzeti konzervativizmus
- euroszkepticizmus
- bevándorlásellenes

## Program
Migránskvóta ellenesség, euró bevezetés ellenesség, a vétójog megtartása.

## Parlamenti képviselők
Parlamenti képviselők 2024-ben:
- Dostalová Klára
- Jaroslav Bzoch
- Ondrej Knotek
- Martin Hlavácek
- Jana Nagyová
- Jarolava Pokorná Jermanová
- Ondrej Kovarík